# Read My Lips (Sophie Ellis-Bextor)
Read My Lips è l'album di debutto della cantante pop britannica Sophie Ellis-Bextor, pubblicato nel 2001 dall'etichetta discografica Polydor e successivamente ristampato l'anno seguente con l'aggiunta di due canzoni nuove ed una traccia live.

## L'album
L'album ha venduto 816 358 copie in Regno Unito ed è stato un successo in Europa con più di 1 milione di copie vendute ed un disco di platino, oltre che in Australia e America Latina.
Dall'album sono stati estratti come singoli Take Me Home, cover di una canzone di Cher, Murder on the Dancefloor, Music Gets the Best of Me e la doppia a-side Get Over You/Move This Mountain. I primi due furono dei successi mondiali mentre gli ultimi due, pur riscuotendo un buon successo, non bissarono il successo dei loro predecessori.

## Tracce
Versione standard
1. Take Me Home – 4:10 (Bob Esty, Michele Aller)
2. Lover – 3:25 (Allen Newel, Andy Boyd, Sophie Ellis-Bextor)
3. Move This Mountain – 4:47 (Ben Hiller, Alex James, Sophie Ellis-Bextor)
4. Murder on the Dancefloor – 3:52 (Gregg Alexander, Sophie Ellis-Bextor)
5. Sparkle – 4:33 (Andy Boyd, Allen Newell, Sophie Ellis-Bextor)
6. Final Move – 4:46 (Andy Boyd, Allen Newell, Sophie Ellis-Bextor)
7. I Believe – 4:06 (Tommy Danvers, Sophie Ellis-Bextor, Johnny Rockstar)
8. Leave the Others Alone – 4:11 (Andy Boyd, Allen Newell, Sophie Ellis-Bextor)
9. By Chance – 4:15 (Reza Safinia, Sophie Ellis-Bextor)
10. The Universe Is You – 3:40 (Andy Boyd, Allen Newell, Sophie Ellis-Bextor)
11. Is It Any Wonder – 4:28 (Hall, Sophie Ellis-Bextor)
12. Everything Falls into Place – 3:46 (Andy Boyd, Allen Newell, Sophie Ellis-Bextor)

Durata totale: 49:59
Ristampa
1. Murder on the Dancefloor – 3:52 (Gregg Alexander, Sophie Ellis-Bextor)
2. Take Me Home – 4:10 (Bob Esty, Michele Aller)
3. Lover – 3:25 (Allen Newel, Andy Boyd, Sophie Ellis-Bextor)
4. Move This Mountain – 4:47 (Ben Hiller, Alex James, Sophie Ellis-Bextor)
5. Music Gets the Best of Me – 3:45 (Gregg Alexander, Sophie Ellis-Bextor, Matt Rowe)
6. Sparkle – 4:33 (Andy Boyd, Allen Newell, Sophie Ellis-Bextor)
7. The Universe Is You – 3:40 (Andy Boyd, Allen Newell, Sophie Ellis-Bextor)
8. I Believe – 4:06 (Tommy Danvers, Sophie Ellis-Bextor, Johnny Rockstar)
9. Get Over You – 3:18 (Rob Davies, Sophie Ellis-Bextor, Mathias Johansson, Henri Korpi, Nina Woodford)
10. By Chance – 4:15 (Reza Safinia, Sophie Ellis-Bextor)
11. Is It Any Wonder – 4:28 (Hall, Sophie Ellis-Bextor)
12. Leave the Others Alone – 4:11 (Andy Boyd, Allen Newell, Sophie Ellis-Bextor)
13. Final Move – 4:46 (Andy Boyd, Allen Newell, Sophie Ellis-Bextor)
14. Everything Falls into Place – 3:46 (Andy Boyd, Allen Newell, Sophie Ellis-Bextor)
15. Groovejet (If This Ain't Love) (Live Version) – 3:46

Durata totale: 60:48

## Classifiche
| Paese             | Posizione massima |
| ----------------- | ----------------- |
| Regno Unito       | 2                 |
| Norvegia          | 7                 |
| Australia         | 9                 |
| Nuova Zelanda     | 9                 |
| Paesi Bassi       | 10                |
| Austria           | 18                |
| Finlandia         | 18                |
| Svizzera          | 26                |
| Francia           | 33                |
| Danimarca         | 35                |
| Belgio (Vallonia) | 40                |
| Svezia            | 53                |